# Decreto (ordinamento italiano)
Un decreto, nell'ordinamento giuridico, è un atto giuridico con diverso valore.

## Decreti aventi forza di legge
La Costituzione italiana contempla due atti normativi del Governo aventi forza di legge ordinaria: il decreto legge e il decreto legislativo.
Il decreto legge (d.l.) è disciplinato dall'art. 77 della Costituzione. È approvato dal Consiglio dei ministri ed emanato dal Presidente della Repubblica. Può essere adottato in casi straordinari di necessità e d'urgenza e perde ogni efficacia se non è convertito in legge dal Parlamento nei sessanta giorni successivi alla pubblicazione.
Il decreto legislativo (d.lgs.), detto anche decreto delegato, è disciplinato dall'art. 76 della Costituzione. Anch'esso è approvato dal Consiglio dei ministri ed emanato dal Presidente della Repubblica. Può essere adottato solo a seguito di delega del Parlamento, data con legge che specifichi l'oggetto della disciplina, i principi e criteri direttivi da seguire e il termine entro il quale deve essere emanato.
Rimangono inoltre in vigore alcuni atti aventi forza di legge, analoghi ai suddetti, risalenti al Regno d'Italia e denominati regio decreto legge e regio decreto legislativo, se emanati dal Re, o decreto legislativo luogotenenziale, se emanati dal Luogotenente del Regno.

## Decreti dell'autorità amministrativa
Nell'ordinamento italiano varie autorità amministrative adottano atti normativi (generalmente regolamenti) o provvedimenti amministrativi in forma di decreto. Tra gli altri si possono ricordare:
- il decreto del Presidente della Repubblica (d.P.R.), regolamento o provvedimento amministrativo emanato dal Presidente della Repubblica, di solito su proposta di un ministro o previa deliberazione del Consiglio dei ministri; rimangono in vigore anche alcuni atti analoghi risalenti al Regno d'Italia e denominati regio decreto (r.d.) o decreto luogotenenziale, secondo che siano stati emanati dal Re o dal Luogotenente del Regno;
- il decreto del Presidente del Consiglio dei ministri (d.P.C.m.), regolamento o provvedimento amministrativo emanato dal Presidente del Consiglio dei ministri;
- il decreto ministeriale (d.m.), regolamento o provvedimento amministrativo emanato da un ministro; se è emanato da più ministri si parla di decreto interministeriale;
- il decreto del Presidente della Giunta regionale (d.P.G.R.), regolamento o provvedimento amministrativo emanato dal presidente della giunta di una regione;
- il decreto rettorale, statuto, regolamento o provvedimento amministrativo emanato dal rettore di un'università o istituzione assimilata;
- il decreto prefettizio, regolamento o provvedimento amministrativo emanato dal prefetto.

## Decreti dell'autorità giudiziaria
Un giudice può emanare decreti nell'ambito del processo civile, penale, costituzionale o amministrativo; si tratta, quindi, di provvedimenti giurisdizionali. Anche il pubblico ministero può emanare decreti nel corso del procedimento penale. Di regola il decreto del giudice non ha funzioni decisorie ma solo ordinatorie, non presuppone l'insorgere di questioni tra le parti, non necessita, quindi, di contraddittorio e non deve essere motivato (ma vi sono eccezioni: si pensi al decreto penale). Può essere pronunciato d'ufficio oppure su istanza di parte, orale o scritta (con ricorso, in calce al quale è scritto il decreto), presentata in udienza o fuori.